# Siphotextularia
Siphotextularia es un género de foraminífero bentónico de la subfamilia Siphotextulariinae, de la familia Textulariidae, de la superfamilia Textularioidea, del suborden Textulariina y del orden Textulariida. Su especie tipo es Siphotextularia wairoana. Su rango cronoestratigráfico abarca desde el Eoceno hasta la Actualidad.

## Clasificación
Se han descrito numerosas especies de Siphotextularia. Entre las especies más interesantes o más conocidas destacan:
- Siphotextularia acutangula
- Siphotextularia bolivina
- Siphotextularia cordis
- Siphotextularia dawesi
- Siphotextularia emaciata
- Siphotextularia finlayi
- Siphotextularia ihungia
- Siphotextularia kreuzbergi
- Siphotextularia lornensis
- Siphotextularia rolshauseni
- Siphotextularia subcylindrica
- Siphotextularia wairoana
- Siphotextularia wanganuia

Un listado completo de las especies descritas en el género Siphotextularia puede verse en el siguiente anexo.